# Zveza združenih delavcev
Zveza združenih delavcev (kratica: ZZD) je bila slovenski sindikat (strokovna organizacija) med svetovnima vojnama. 
V prvi polovici tridesetih let se je znotraj katoliškega sindikalnega tabora krščansko-socialistična Jugoslovanska strokovna zveza politično osamosvojila od vodstva prepovedane Slovenske ljudske stranke. Zaradi osamosvojitve JSZ je nekdanja SLS lahko svoj vpliv v sindikalnem gibanju uveljavljala le preko ustanavljanja novih sindikalnih organizacij, s čimer pa se je dotedanja enotnost v katoliških sindikalnih vrstah razbila. V času oblikovanja Jugoslovanske radikalne zajednice se je vodstvo JSZ že vse bolj približevalo politiki ljudskofrontnega gibanja. Vodstvo JSZ je zavzelo odklonilno stališče do ustanovitve JRZ. Da bi si vodstvo slovenskega dela JRZ, tj. nekdanje SLS, povrnilo svoj položaj med katoliškim delavstvom, se je odločilo ustanoviti nov sindikat. 15. novembra 1935 je bil tako v Ljubljani ustanovni občni zbor Zveze združenih delavcev, katere program je temeljil na vsebini enciklike Quadragesimo anno. Med JSZ in novoustanovljeno ZZD se je razvnel oster javni propagandni boj, ki je trajal do konca Kraljevine Jugoslavije. 
ZZD je imela v drugi polovici tridesetih let vlogo slovenskega režimskega sindikata. Njena najvidnejša voditelja sta bila Rudolf Smersu in France Preželj. Duhovni vodja ZZD je bil Andrej Križman. V prvem obdobju je bila ZZD številčno šibka, vendar je do konca tridesetih let po številu članov prerasla JSZ.  ZZD je sicer sodelovala z vsedržavnim režimskim sindikatom JUGORAS, vendar je v Dravski banovini ostajala avtonomna. 